# Antistrophe caudata
Antistrophe caudata är en viveväxtart som beskrevs av George King och Gamble. Antistrophe caudata ingår i släktet Antistrophe och familjen viveväxter. Inga underarter finns listade i Catalogue of Life.